# Göksun Çayı
Der Göksun Çayı ist ein rechter Nebenfluss des Ceyhan in der südtürkischen Provinz Kahramanmaraş.
Der Göksun Çayı entspringt im Binboğa Dağları, einem Gebirgszug des Tahtalı-Gebirges (Zentraltaurus). Er fließt im Oberlauf als Kömürsuyu in südlicher Richtung nach Göksun. Dort vereinigt er sich mit dem Terderek und wendet sich in Richtung Nordosten. Nach weiteren 20 km wird der Fluss von der Adatepe-Talsperre aufgestaut. Der Göksun Çayı mündet schließlich 15 km westlich von Elbistan in den nach Süden strömenden Ceyhan. Der Göksun Çayı hat eine Länge von 115 km.